# براكيت ديبروم
براكيت ديبروم (بالتايلندية: ประกิต ดีพร้อม)‏ (7 يناير 1988 في تايلاند - ) هو لاعب كرة قدم تايلندي في مركز الوسط. شارك مع منتخب تايلاند تحت 17 سنة لكرة القدم ومنتخب تايلاند تحت 20 سنة لكرة القدم ومنتخب تايلاند لكرة القدم. أما مع النوادي، فقد لعب مع نادي بوريرام يونايتد ونادي تشونبوري وRajpracha F.C. ‏ وTOT S.C. ‏.

## وصلات خارجية
- براكيت ديبروم على موقع قاعدة بيانات كرة القدم.إي يو (الإنجليزية)
- براكيت ديبروم على موقع ناشيونال فوتبول تيمز (الإنجليزية)
- براكيت ديبروم على موقع Soccerway.com (الإنجليزية)
- براكيت ديبروم على موقع عالم كرة القدم.نت (الإنجليزية)